# Brown of Harvard (1926)
Brown of Harvard is een Amerikaanse dramafilm uit 1926 onder regie van Jack Conway. In Nederland werd de film destijds uitgebracht onder de titel Vriendentrouw.
Dit is de eerste film waarin John Wayne te zien was, zij het in een kleine bijrol. 

## Verhaal
Tom Brown is arrogant en egoïstisch. Hij verschijnt op Harvard en wordt er de rivaal van Bob McAndrew. Ze nemen het op tegen elkaar in de sport en worden beiden verliefd op de beeldschone Mary Abbott.

## Rolverdeling
| Acteur          | Personage        |
| --------------- | ---------------- |
| William Haines  | Tom Brown        |
| Jack Pickford   | Jim Doolittle    |
| Mary Brian      | Mary Abbott      |
| Ralph Bushman   | Bob McAndrew     |
| Mary Alden      | Mevrouw Brown    |
| David Torrence  | Mijnheer Brown   |
| Edward Connelly | Professor Abbott |
| Guinn Williams  | Hal Walters      |
| Donald Reed     | Reggie Smythe    |